# Игнаци Прондзински
Игна̀ци Прондзѝнски (на полски: Ignacy Prądzyński) е един от военните лидери на Полското въстание срещу Руската империя от 1830 – 1831 година.

## Биография
Прондзински израства в Дрезден. През 1807 година постъпва в армията на Варшавското херцогство, издига се като офицер в инженерните войски. Участва на страната на Наполеон във войната срещу Австрия през 1809 и в похода срещу Москва през 1812 година.
След 1815 година Прондзински се установява в Полското кралство, поставено от Виенския конгрес под властта на руския цар. Преподава стратегия и фортификация в офицерска школа във Варшава. Проектира и завежда първоначалните дейности по изграждането на Аугустовския канал между Висла и Неман. Включва се в различни съзаклятия за извоюване на независимостта и обединението на поляците, намиращи се под властта на Русия и Прусия. Арестуван за пръв път през 1822 година, но избегнал затвора, през 1826 е задържан повторно от руските власти и затворен в продължение на три години.
След избухването на Ноемврийското въстание, Прондзински е назначен за генерал–квартирмайстер – на практика трети в командването на полската армия. Той е автор на стратегическия план, с който поляците провалят руското настъпление към Варшава през пролетта на 1831 година, а при Игане води една от най-успешните битки на въстаниците. След поражението при Остроленка е за кратко началник на генералния щаб, а по-късно ръководи изграждането на варшавските укрепления.
Когато руската армия завладява Варшава, Прондзински се отказва от съпротивата и, за разлика от хиляди свои сънародници, които емигрират на запад, се предава на руснаците. Задържан е за известно време в резиденцията на цар Николай I, по чието нареждане написва мемоари за руско-полската война (публикувани през 1898 година). По-късно живее в семейното си имение в Полша и в Краков.